# مرض مناعي ذاتي
أمراض المناعة الذاتية أو الأمراض الانضِدادية (بالإنجليزية: Autoimmune disease)، هي حالة تنتج عن استجابة شاذة للجهاز المناعي، حيث يستهدف عن طريق الخطأ ويهاجم أجزاء صحية تعمل من الجسم كما لو كانت كائنات غريبة. تشير التقديرات إلى أن هناك أكثر من 80 مرضا من أمراض المناعة الذاتية المعترف بها، حيث تشير الأدلة العلمية الحديثة إلى وجود أكثر من 100 حالة متميزة محتملة. يمكن إصابة أي جزء من الجسم تقريبا.
يمكن أن تختلف أعراض أمراض المناعة الذاتية اختلافا كبيرا، استنادا في المقام الأول إلى النوع المحدد من المرض وجزء الجسم الذي يؤثر عليه. غالبا ما تكون الأعراض متنوعة ويمكن أن تكون عابرة، وتتراوح من خفيفة إلى شديدة، وعادة ما تشمل حمى منخفضة الدرجة، والشعور بالتعب، والشعور بالتوعك. ومع ذلك، قد تكون هناك أعراض إضافية أيضا.
لا تزال الأسباب الدقيقة لأمراض المناعة الذاتية غير واضحة ومن المحتمل أن تكون متعددة العوامل، وتشمل التأثيرات الجينية والبيئية على حد سواء. تسري بعض أمراض المناعة الذاتية مثل الذئبة في العائلات، ارتبطت حالات أخرى بالمحفزات المعدية أو التعرض للعوامل البيئية، مما يعني تفاعلا معقدا بين الجينات والبيئة في مسبباتها.
بعض الأمراض الشائعة التي تعتبر بشكل عام من أمراض المناعة الذاتية تشمل الداء البطني، داء السكري النوع الأول، مرض جريفز، داء الامعاء الالتهابي، التصلب المتعدد، الثعلبة، داء أديسون، فقر الدم الخبيث، الصدفية، التهاب المفاصل الروماتويدي، والذئبة الحمامية الجهازية. يمكن أن يكون تشخيص أمراض المناعة الذاتية أمرا صعبا بسبب أشكالها المتنوعة والطبيعة العابرة للعديد من الأعراض.
يعتمد العلاج على نوع الحالة وشدتها. غالبا ما تستخدم العقاقير غير الستيرويدية المضادة للالتهابات (NSAIDs) ومثبطات المناعة. يمكن أيضًا استخدام الغلوبولين المناعي عن طريق الوريد في بعض الأحيان. على الرغم من أن هذه العلاجات غالبا ما تؤدي إلى تحسن الأعراض، إلا أنها عادة لا تقدم علاجا وغالبا ما تكون الإدارة طويلة الأجل مطلوبة.
حوالي 24 مليون (حوالي 7.5٪~) شخص في الولايات المتحدة مصابون بأمراض المناعة الذاتية. تتأثر النساء بشكل أكثر شيوعًا من الرجال. تبدأ أمراض المناعة الذاتية في الغالب في مرحلة البلوغ، على الرغم من أنها يمكن أن تبدأ في أي عمر. تم وصف أول أمراض المناعة الذاتية في أوائل القرن العشرين.

## التعريف
حتى يتم التعرف على المرض على أنه مرض مناعة ذاتية يجب أن يتوافق مع معايير Witebsky (مجموعة من الأدلة على وجود مرض مناعة ذاتي وضعها العالم Ernst Witebskyو زملاؤه عام 1957 وتم تعديلها عام 1994):
- دليل مباشر من نقل الأجسام المضادة المسببة للمرض أو خلايا الدم البيضاء التائية المسببة للمرض.
- دليل غير مباشر من خلال تكاثر المرض في الحيوانات المخبرية.
- دليل ظرفي من التحاليل المخبرية.
- دليل جيني يدل على التعنقد (clustering) مع امراض مناعة ذاتية أخرى.

## الآثار
تشير التقديرات إلى أن أمراض المناعة الذاتية هي من أبرز عشرة أسباب للوفاة بين النساء في جميع الأعمار حتى 65 سنة.> هناك أقلية من السكان يعانون من هذه الأمراض التي غالباً ما تكون مزمنة، منهكة ومهددة للحياة.[بحاجة لمصدر]> , وهناك أكثر من ثمانين مرض ناجم عن المناعة الذاتية.

## العلاج
يعتمد العلاج على نوع الحالة وشدتها. غالبية أمراض المناعة الذاتية مزمنة ولا يوجد علاج نهائي، ولكن يمكن تخفيف الأعراض والسيطرة عليها بالعلاج. تشمل طرق العلاج القياسية ما يلي:
- مكملات الفيتامينات أو الهرمونات لما يفتقر إليه الجسم بسبب المرض (الأنسولين، فيتامين بي12، هرمون الغدة الدرقية، وما إلى ذلك)
- عمليات نقل الدم إذا كان المرض مرتبطا بالدم
- العلاج الطبيعي إذا كان المرض يؤثر على العظام أو المفاصل أو العضلات

تشمل خيارات العلاج التقليدية الأدوية المثبطة للمناعة لتقليل الاستجابة المناعية ضد أنسجة الجسم، مثل:
- الأدوية غير الستيرويدية المضادة للالتهابات (مضادات الالتهاب غير الستيروئيدية) للحد من الالتهاب
- القشرية السكرية لتقليل الالتهاب
- الأدوية المضادة للروماتيزم المعدلة للأمراض (DMARDs) لتقليل آثار الأنسجة والأعضاء الضارة لاستجابة المناعة الذاتية الالتهابية

نظرا لأن مثبطات المناعة تضعف الاستجابة المناعية الشاملة، يجب موازنة تخفيف الأعراض مع الحفاظ على قدرة المريض على مكافحة العدوى، والتي يمكن أن تهدد الحياة.

## الفيزيولوجيا المرَضية
هناك عدة فرضيات عن كيفية تكون أمراض المناعة الذاتية من أهمها:

### العوامل المبهمة/ العزل الجزيئي
بالرغم من أنه يمكن عزل مولدات الضد الذاتية المحتملة في أماكن مميزة مناعياً في الجسم (مثل العين) حيث يتم التعبير عنها بطريقة مولدة للتحمل في جهاز المناعة، إلا انه لا يمكن كسب تحمل كامل (عدم استجابة مناعية) لجميع أجزاء مولد الضد؛ لأن بعض أجزاء مولد الضد لا يتم التعبير عنها بكمية كبيرة كافية لاكتساب مناعة كاملة ضدها، وهذه الأجزاء تسمى «العوامل المبهمة»، مما يسبب ارتباط الجسم بهذه الأجزاء بألفة كبيرة.

### المحاكاة الجزيئية
يصف مفهوم المحاكاة الجزيئية الحالة التي يسبب فيها مولد ضد خارجي تكون خلايا مناعية تائية أو بائية تتعرف على بعضها البعض كجسم خارجي مسببة الحالة المرضية. وقد تم وصف هذه الحالة مبدئيا للأجسام المضادة.

### فرضية السكريات المتعددة المعدلة
تنص الفرضية أن الوظيفة الاستجابية لجهاز المناعة يتم التحكم بها من خلال السكريات المتعددة (جليكان) الموجودة في الخلايا والمكونات الخلطية لجهاز المناعة. لذلك يعتقد أن السكريات المتعددة في الخلايا المناعية للأفراد المصابين بأمراض المناعة الذاتية قد تم تعديلها لتحبذ تكوين الالتهابات، وأن لكل مريض نسخة مميزة من تلك السكريات المعدلة.

## قائمة بأمراض المناعة الذاتية
قائمة أمراض المناعة الذاتية هذه تم ترتيبها بحسب العضو أو النسيج المصاب حتى يسهل العثور على الأمراض المشابهة لها.
- الأعضاء الرئيسية

القلب
الكلى
الكبد
الرئتين
الجلد
- الـغدد

الغدد الصماء
الغدة الكظرية
متعدد الغدد
البنكرياس
الغدة الدرقية
الغدد الإفرازية
الأعضاء التناسلية
الغدد اللعابية
- الجهاز الهضمي
- الأنسجة

الدم
الأنسجة الضامة، الجهازية، والأعضاء المتعددة
العضلات
الجهاز العصبي
العين
الأذنين
الجهاز الوعائي
- الأمراض المصاحبة
- ليست من أمراض المناعة الذاتية

| تعريفات أخرى | |
| A            | "Accepted" تم قبولها في نسخ سابقة للجدول                                                                                   |
| C            | أمراض مصاحبة شائعة لدى الأشخاص المصابين بأمراض المناعة الذاتية، بدون دليل يثبت أن السبب المباشر لحدوثها هي المناعة الذاتية |
| E            | أمراض تكون رد فعل للمناعة الذاتية وتكون ناجمة عن عامل بيئي محدد                                                            |
| F            | أمراض تكون المناعة الذاتية هي المسبب المباشر لها في حالات قليلة فقط من المصابين بها                                        |
| I            | امراض التهابية ذاتية |
| L            | الدليل على انها امراض مناعة ذاتية محددة جدا أو ظرفية                                                                       |
| M            | امراض تظهر انها امراض مناعة ذاتية بواسطة عين الشبكة (MeSH)                                                                 |
| N            | لم يتم ذكرها في النسخ السابقة من هذا الجدول                                                                                |
| R            | أمراض تم ذكرها في نسخ سابقة للجدول لكن تم أعادة تسميتها بحيث تعطى الأسبقية للأسماء العلمية بدل أسماء المكتشفين             |
| S            | "Suspected" مشكوك فيها في النسخ السابقة من الجدول                                                                          |
| T            | المرض له مسبب معروف مثل فيروس أو تطعيم أو اصابة                                                                            |
| X            | مرض نادر جدا مما يدل على صعوبة دراسته بالقدر الكافي للجزم بكونه مرض مناعة ذاتي ام لا                                       |
| Y            | تم ذكره في نسخ سابقة من الجدول دون تحديد كونه مقبول أو مشكوك فيه                                                           |

### أمراض المناعة الذاتية
| اسم المرض حسب العضو/النسيج المصاب                                      | درجة القبول كمرض مناعة ذاتي | فرط التحسس (I,II,III,IV) | ICD-9 Codes      | ملاحظات/أجسام مضادة ذاتية/مرادفات/اختلافات نادرة |
| ---------------------------------------------------------------------- | --------------------------- | ------------------------ | ---------------- | --- |
| الأعضاء الرئيسية <Top>                                                 |                             |                          |                  | |
| القلب <Top>                                                            |                             |                          |                  | |
| التهاب العضلة القلبية                                                  | متوسطة، F, R, A             |                          | 391.2422429.0    | المرادفات: التهاب عضلة القلب ذاتي المناعة، واعتلال عضلة القلب ذاتي المناعة، التهاب عضلة القلب كوكساكي |
| المُتلازمة التالية لاحتشاء العضلة القلبية                               | محدودة، R, Y                |                          | 411.0            | الأجسام المضادة: مولدات الضد القلبية الجديدة تشكلت نتيجة لاحتشاء عضلة القلب. المرادفات: متلازمة دريسلر |
| المُتَلاَزِمَةُ التَّالِيَةُ لبَضْعِ التَّأْمُور                                         | محدودة، N                   |                          | 429.4            | |
| الْتِهابُ الشَّغافِ الجُرْثومِيُّ تحتَ الحادّ                                       | محدودة، Y                   | III                      | 421.0            | الأجسام المضادة: الغلوبوليدات البردية المختلطة. المرادفات: SBE |
| الكلى<Top>                                                             |                             |                          |                  | |
| التهاب الكلية anti-GBM                                                 | متوسطة، R, M, A             | II                       | 446.21           | الأجسام المضادة: بروتين الكولاجين النوع الرابع المكافح للغشاء القاعدي. المرادفات: متلازمة كودباستشر، التهاب كبيبات الكلى نوع 1 |
| الْتِهابُ المَثانَةِ الخِلاَلِيُّ المُزْمِن                                          | محدودة، S                   |                          | 595.1            | الخلايا البدينة. |
| اِلْتِهابُ الكُلْيَةِ الذِّئْبِيّ                                                   | مرض مصاحب، N                |                          | 583.81           | مرض مصاحب للذئبة الحمامية الجهازية. |
| الكبد<Top>                                                             |                             |                          |                  | |
| الْتِهابُ الكَبِدِ بالمَنَاعَةِ الذَّاتِيَّة                                          | متوسطة، A                   | cell-mediated            | 571.42           | الأجسام المضادة: ANA وSMA، LKM-1، LKM-2 أو LKM-3. الأجسام المضادة لمولدات الضد الكبدية القابلة للذوبان (anti-SLA, anti-LP) لم يتم الكشف عن أي أجسام مضادة ذاتية (~ 20٪) [بحاجة لمصدر]. المرادفات: التهاب الكبد الشبيه بالذئبة                                                          |
| تَشَمُّعٌ صَفْراوِيٌّ أَوَّلِيّ                                                       | متوسطة، A                   |                          | 571.6            | الأجسام المضادة: مكافحة P62، ومكافحة SP100، ومكافحة الميتوكوندريا (M2) anti-roالملقب SSA. أيضا، أنها غالبا ما تكون موجودة في متلازمة سجوجرن. |
| التهاب الأقنية الصفراوية المصلب الابتدائي                              | محدودة، Y                   |                          | 576.1            | تداخل محتمل مع تليف الكبد الصفراوي الأولي. الأجسام المضادة: HLA-DR52a. |
| الرئتين<Top>                                                           |                             |                          |                  | |
| متلازمة Antisynthetase                                                 | محدودة، Y                   |                          | 279.49           | |
| الجلد<Top>                                                             |                             |                          |                  | |
| ثَعْلَبَةٌ بُقَعِيَّة                                                            | متوسطة، A                   |                          | 704.01           | الأجسام المضادة: خلايا T. المرادفات: الثعلبة البقعية - لَطْخِيّ، ثعلبة شاملة |
| الوذمة الوعائية الذاتية                                                | محدودة، F, N                |                          | 277.6995.1       | |
| التهاب الجلد البروجيستروني الذاتي                                      | Limited, X, A               |                          | 279.49           | |
| الأرتكاريا الذاتية                                                     | مرض مصاحب، A                |                          | 708              | |
| شَبيهُ الفُقَاع الفُقَّاعِيّ                                                    | متوسطة، Y                   |                          | 694.5            | الأجسام المضادة: الأجسام المضادة من نوع IgG تستهدف الكولاجين من النوع السابع عشر المكون لشِقُّ الجُسَيمِ الرَّابِط (hemi desmosomes). |
| شَبيهُ الفُقَاع النَّدْبِيّ                                                     | محدودة، R, X, Y             |                          | 694.61           | يترسب C3. الأجسام المضادة: مكافحة BP-1، ومكافحة BP-2. المرادفات: شبيه الفقاع المخاطي حميد، شبيه الفقاع الندبي العيني. |
| الْتِهابُ الجِلْدِ الهِرْبِسِيُّ الشَّكْل                                             | متوسطة، C, Y                |                          | 694.0            | الأجسام المضادة: IgA كثيرة اليوزينيات. الأجسام المضادة ناقلة الغلوتامين المكافحة للبشرة. |
| ذِئْبَةٌ حُمَامِيَّةٌ قُرْصِيَّة                                                      | محدودة، Y                   | III                      | 695.4            | 2 و IFN-غاما. |
| انْحِلاَلُ البَشَرةِ الفُقَّاعِيُّ المُكْتَسَب                                          | متوسطة، Y                   |                          | 694.8            | COL7A1. |
| حُمامَى عَقِدَة                                                             | محدودة، F, Y                |                          | 695.2            | |
| الفقعان الحملي                                                         | محدودة، R, Y                |                          | 646.8            | الأجسام المضادة: IgG وC3 الأجسام المضادة المهدورة تهدف إلى حماية المشيمة. |
| الْتِهابُ الغُدَدِ العَرَقِيَّةِ القَيحِيّ                                            | محدودة، C, S                |                          | 705.83           | |
| حَزازٌ مُسَطَّح                                                              | محدودة، Y                   |                          | 697.0            | |
| حَزازٌ مُتَصَلِّب                                                             | محدودة، C, Y                |                          | 701.0            | |
| مرض الغلوبولين المناعي A الخطي                                         | متوسطة، Y                   |                          | 646.8            | المرادفات: LAD |
| قُشَيْعَة                                                                  | محدودة، C, S                |                          | 701.0            | |
| فُقاعٌ شائِع                                                              | متوسطة، M, A                | II                       | 694.4            | الأجسام المضادة: مكافحة Desmoglein 3 كثيرة اليوزينيات. |
| النُّخالِيَّةُ الحَزازانِيَّةُ والجُدَرانِيَّةُ الحادَّة                                  | محدودة، C                   |                          | 696.2            | |
| مرض موتشا-هابرمان                                                      | محدودة، C, Y                |                          | 696.2            | خلايا T. المرادفات: النخالية الحزازانية، جدري الشكل |
| نَظِيْرَةُ الصَّدَفِيَّةِ                                                          | متوسطة، A                   | IV?                      | 696              | CD-8 T-cells, HLA-Cw6, IL-12b, IL-23b, TNF-alpha, NF-κB. |
| تَصَلُّبُ الجِلْدِ المَجْموعِيّ                                                    | محدودة، R, S                |                          | 710.1            | COL1A2 وTGF-β1. الأجسام المضادة: أضداد النوى، أضداد القسيم المركزي ومضادة scl 70 / أضداد topoisomerase. المرادفات: منتشر التصلب الجهازي الجلدي، التصلب الجهازي، تصلب الجلد |
| بُهَاق                                                                   | محدودة، C, S                |                          | 709.01           | NALP-1 RERE, PTPN22, LPP, IL2RA, GZMB, UBASH3A and C1QTNF6. |
| الغدد<Top>                                                             |                             |                          |                  | |
| الغدد الصماء<Top>                                                      |                             |                          |                  | |
| الغدة الكظرية<Top>                                                     |                             |                          |                  | |
| مرض أديسون                                                             | Mمتوسطة، F, Y               |                          | 255              | الأجسام المضادة: 21 هيدروكسيلاز. |
| متعدد الغدد<Top>                                                       |                             |                          |                  | |
| متلازمة متعددة الغدد الصم الذاتية                                      | متوسطة، A                   | غير معروف أو متعدد       | 258.1            | المرادفات: متلازمة يتاكر، APECED، مرض أديسنس، متلازمة متعددة الغدد ذاتية المناعة 1، PGAS-1، APS نوع 1 |
| متلازمة متعددة الغدد الصم الذاتية نوع 2                                | متوسطة، A                   |                          | 258.1            | DQ2, DQ8 and DRB1*0404. الأجسام المضادة الذاتية: مكافحة 21 هيدروكسيلاز، ومكافحة 17 هيدروكسيلاز. المرادفات: متلازمة شميت، متلازمة متعدد الغدد ذاتي المناعة، PGAS-2، نوع APS 2 |
| متلازمة متعددة الغدد الصم الذاتية نوع 3                                | متوسطة، A                   |                          | 258.1            | المرادفات: متلازمة متعدد الغدد ذاتي المناعة 3، PGAS-3، نوع 3 APS |
| البنكرياس<Top>                                                         |                             |                          |                  | |
| التهاب البنكرياس الذاتي                                                | متوسطة، A                   |                          | 577.1            | الأجسام المضادة الذاتية: ANA؛ أضداد اللاكتوفيرين، أضداد الكاربونيك انهيدريز. عامل الروماتويد. |
| السكري النوع الاول                                                     | متوسطة، A                   | IV                       | 250.01           | HLA-DR3، HLA-DR4. الأجسام المضادة الذاتية: أضداد حمض الجلوتاميك ديكربوكسيليز، والأجسام المضادة لخلايا البنكرياس (ICA)، والأجسام المضادة المرتبطة بورم جزيري (IA-2)، أضداد الأنسولين.                                                                                                   |
| الغدة الدرقية<Top>                                                     |                             |                          |                  | |
| الْتِهابُ الدَّرَقِيَّةِ النَّاجِمُ عن المَنَاعَةِ الذَّاتِيَّة                               | قوية، A                     | IV                       | 245.8            | HLADR5، CTLA-4. الأجسام المضادة الذاتية: أضداد البيروكسيديز الدرقي و/أو ثايروجلوبولين. المرادفات: التهاب الغدة الدرقية الليمفاوي المزمن، التهاب الغدة الدرقية هاشيموتو |
| التهاب الغدة الدرقية أورد                                              | متوسطة، Y                   |                          | 245.8            | |
| مرض جريفز                                                              | متوسطة، M, A                | II                       | 242.0            | الأجسام المضادة الذاتية: الأجسام المضادة الذاتية الدرقية (TSHR-ab) التي تنشط مستقبلات TSH(TSHR). |
| الغدد الإفرازية<Top>                                                   |                             |                          |                  | |
| الأعضاء التناسلية<Top>                                                 |                             |                          |                  | |
| التهاب المبيض الناجم عن المناعة الذاتية                                | متوسطة، N                   |                          | 614.2            | |
| [انْتِباذٌ بِطَانِيٌّ رَحِمي                                                     | محدودة، S                   |                          | 617.0            | |
| التهاب الخصية الناجم عن المناعة الذاتية                                | محدودة، N                   |                          | 604.0            | |
| الغدد اللعابية<Top>                                                    |                             |                          |                  | |
| متلازمة سجوجرن                                                         | متوسطة، A                   |                          | 710.2            | الأجسام المضادة الذاتية: مكافحة رو. أيضا، أنها غالبا ما تكون موجودة في متلازمة سجوجرن. |
| الجهاز الهضمي<Top>                                                     |                             |                          |                  | |
| التهاب الأمعاء الناجم عن المناعة الذاتية                               | متوسطة، X, Y                |                          | قالب:None        | |
| الدَّاءُ البَطْنِيّ                                                           | متوسطة، A                   | IV??                     | 579.0            | DQ8 وDQ2.5. الأجسام المضادة الذاتية: الأجسام المضادة ناقلة الغلوتامين المكافحة للأنسجةanti-endomysial IgA, anti-gliadin IgA. |
| مرض كرون                                                               | متوسطة، Y                   | IV                       | 555              | المناعة الفطرية. Th17. TH1. ATG16L1. CARD15؛ XBP1؛. |
| التهاب القولون المجهري                                                 | محدودة، S                   |                          | 558.9            | |
| التهاب القولون التقرحي                                                 | محدودة، A                   | IV                       | 556              | |
| الأنسجة<Top>                                                           |                             |                          |                  | |
| الدم<Top>                                                              |                             |                          |                  | |
| متلازمة أنتيفوسفوليبيد                                                 | متوسطة، M, A                |                          | 289.81           | HLA-DR7، HLA-B8، HLA-DR2، HLA-DR3. الأجسام المضادة الذاتية: أضداد كارديوليبين؛ أضداد بيروفات ديهيدروجينيز؛ البروتين سكري β2 I؛ فسفاتيديل سيرين. مكافحةapoH Annexin A5 |
| فَقْرُ الدَّمِ اللَّاتَنَسُّجِيُّ                                                     | محدودة، F, Y                |                          | 284              | |
| فَقْرُ الدَّمِ الانْحِلالِيُّ النَّاجِمُ عَن المَناعَة الذاتيَّة                           | Mمتوسطة، M, A               | II                       | استكمال التنشيط. | |
| متلازمة التكاثرية اللمفية ذاتية المناعة                                | متوسطة، A                   |                          | 279.41           | TNFRSF6. موت الخلايا المبرمج بسبب Fas-CD95 التالفة. المرادفات: متلازمة كانال سميث |
| نقص العَدِلات الناجم عن المناعة الذاتية                                  | متوسطة، F, N                |                          | 288.09           | |
| فُرْفُرِيَّةٌ قَليلَةُ الصُّفَيْحَاتِ بالمَنَاعَةِ الذَّاتِيَّة                                 | متوسطة، M, R, A             |                          | 287.31           | الأجسام المضادة الذاتية: أضداد gpIIb-IIIa أو 1B-IX. المرادفات: الفرفرية القليلة الصفيحات المجهولة السبب |
| مرض الراصات الباردة                                                    | متوسطة، M, A                | II                       | 283.0            | مجهول السبب أو ثانوية لسرطان الدم أو عدوى. الأجسام المضادة الذاتية: الغلوبولين المناعي. المرادفات: فقر الدم الانحلالي ذاتي المناعة |
| وُجودُ الغلُوبوُلِيناتِ البَرْدِيَّةِ في الدَّم الأساسية المختلطة                    | محدودة، C, Y                |                          | 273.2            | |
| متلازمة ايفانز                                                         | متوسطة، Y                   |                          | 287.32           | المرادفات: مرادف لمزيج من فقر الدم الانحلالي ونقص الصفيحات |
| أمراض جهازية ذات الصلة IgG4                                            | محدودة، C, N                |                          |                  | |
| البِيلَةُ الهيمُوغلُوبينِيَّةُ الَّليلِيَّةُ الانْتِيابِيَّة                               | محدودة، F, S                |                          | 283.2            | |
| فَقْرُ الدَّمِ الوَبيل                                                        | متوسطة، A                   | II                       | 281.0            | الأجسام المضادة الذاتية: أضداد الخلايا الجدارية. |
| َقْرُ الدَّمِ ذُو الكُرَيَّات الحَمْرَاء الصرفَة                                      | محدودة، Y                   |                          | 284.81           | |
| قِلَّةُ الصُّفَيحات                                                           | محدودة، F, Y                | II                       | 287.5            | آليات متعددة. الأجسام المضادة الذاتية: بروتينات سكرية IIb-IIIa أو IB-IX في ITP, أضداد ADAMTS13 في TTP. وHUS المضادة للكارديوليبين وبروتين سكري β2 I في متلازمة مكافحة الفوسفوليبيد (مكافحة HPA-1A، ومكافحة HPA-5B، وغيرهم في NAIT). المرادفات: نقص الصفيحات عند حديثي الولادة          |
| الأنسجة الضامة، الجهازية، والأعضاء المتعددة<Top>                       |                             |                          |                  | |
| شَحامَةٌ مُؤْلِمَة                                                            | محدودة، L, S                |                          | 272.8            | نسيج شحمي. المرادفات: مرض ديركوم |
| مرض ستيل الحاصل عند الكبر                                              | متوسطة، Y                   |                          | 714.2            | عامل تثبيط لهجرة البلاعم. الأجسام المضادة الذاتية: ANA. |
| الْتِهابُ الفَقارِ المُقَسِّط                                                   | محدودة، S                   |                          | 720.0            | CD8; HLA-B27. |
| متلازمة كريست                                                          | محدودة، Y                   |                          | 710.1            | الأجسام المضادة الذاتية: أضداد النوى وأضداد القسيم المركزي. |
| ذِئْبَةٌ مُحْدَثَةٌ بالأَدْوِيَة                                                    | متوسطة، Y                   |                          | 710.0            | الأجسام المضادة الذاتية: أضداد الهستون. |
| التهاب المفاصل المرتبط بالتهاب الارتكاز                                | محدودة، C, Y                |                          |                  | ، TRLR2، TLR4، ERAP1. المرادفات: نوع فرعي من التهاب المفاصل الروماتويدي للأحداث |
| الْتِهابُ اللِّفافَةِ اليوزيني                                                | محدودة، F, A                |                          | 728.89           | المرادفات: متلازمة شولمان |
| متلازمة فيلتي                                                          | قوية، M, Y                  |                          | 714.1            | |
| التهاب المفاصل الطفولي                                                 | قوية، M, R, Y               |                          | 714.30           | الأجسام المضادة الذاتية: العامل الروماتويدي ANA غير المتسق. المرادفات: التهاب المفاصل الرثواني الشبابي، التهاب المفاصل مجهول السبب للأحداث |
| مرض لايم المزمن                                                        | محدودة، L, T, N             |                          | 088.81           | |
| داءُ النَّسيجِ الضَّامِّ المُخْتَلِط                                               | متوسطة، M, A                |                          | 710.8            | HLA-DR4. HLA-DR4. الأجسام المضادة: أضداد النوى anti-U1-RNP. |
| روماتزمٌ ناكِس (الْتِهابُ المَفاصِلِ المُتَكَرِّرُ غَيْرُ المُتَرَافِق بأَعْرَاض)              | محدودة، Y                   |                          | 719.3            | الأجسام المضادة الذاتية: anti-CCP وأضداد الكيراتين (AKA). المرادفات: متلازمة هينش روزنبرغ |
| متلازمة باري رومبرغ                                                    | محدودة، Y                   |                          | 349.89351.8      | الأجسام المضادة الذاتية: ANA. |
| متلازمة تيرنر بارسوناغ                                                 | محدودة، Y                   |                          | 353.5            | |
| الْتِهابُ المَفْصِلِ في الصَّدَفِيَّة                                               | متوسطة، C, A                | IV?                      | 696.0            | HLA-B27. |
| التهاب المفاصل التفاعلي                                                | محدودة، C, F, Y             |                          | 099.3            | المرادفات: متلازمة رايتر |
| الْتِهابُ الغَضاريفِ النَّاكِس                                                 | قوية، A                     |                          | 733.99           | المرادفات: التهاب الغضاريف الضموري، تلين الغضروف النظامي، التهاب الغضاريف الضموري المزمن، ومتلازمة ماينبيرغ-الثير-ويهلنغر، تلين الغضروف المعمم. |
| تَلَيُّفٌ خَلْفَ الصِّفاق                                                        | Lمحدودة، Y                  |                          | 593.4            | |
| حُمَّى الرُّوماتزم                                                          | متوسطة، T, A                | II                       | 390              | الأجسام المضادة الذاتية: بروتين العقديات M يتفاعل مع الميوسين البشري. |
| الْتِهابُ المَفاصِلِ الرُّوماتويديّ                                             | قوية، M, A                  | III                      | 714              | HLA-DR4، PTPN22، خلايا B المستنزفة، TNF ألفا، IL-17، (أيضا ربما IL-1 و 6 و 15). الأجسام المضادة الذاتية: العامل الرثياني (anti-IgGFc), Anti-MCV, ACPAs(Vimentin) |
| ساركويد                                                                | محدودة، S                   | IV                       | 135              | BTNL2; HLA-B7-DR15; HLA DR3-DQ2. |
| متلازمة شنتزلر                                                         | محدودة، L, X, Y             |                          | 273.1            | IgM. |
| ذِئْبَةٌ حُمَامِيَّةٌ مَجْموعِيَّة                                                    | قوية، M, A                  | III                      | 695.4            | الأجسام المضادة الذاتية: أضداد النوى وأضداد رو. أيضا، أنها غالبا ما تكون موجودة في متلازمة سجوجرن. كثيرة اليوزينيات. المرادفات: الذئبة |
| أمراض النسيج الضام غير المتمايز                                        | متوسطة، C, A                |                          | 710.9            | HLA-DR4. الأجسام المضادة الذاتية: أضداد النوى. المرادفات: الذئبة الكامنة، الذئبة غير المكتملة |
| العضلات<Top>                                                           |                             |                          |                  | |
| الْتِهابُ الجِلْدِ والعَضَل                                                    | متوسطة، F, X, A             |                          | 710.3            | في الخزعة العضلية نلاحظ ارتشاح التهابي محيط بالأوعية يحتوي على خلايا بائية وتائية. الأجسام المضادة الذاتية: ببتيد مضاد للتعرف على إشارة الحمض النووي الريبوزي النقال للهستيدين.. المرادفات: التهاب الجلد والعضلات للأحداث                                                              |
| فيبروميالغيا                                                           | محدودة، C, F, N             |                          | 729.1            | |
| التهاب العضل IBM                                                       | محدودة، F, Y                |                          | 359.71           | مشابه لالتهاب العضلات ولكن لا يستجيب لخلايا T8 المنشطة بالعلاج بالستيرويد. |
| التهاب العضل                                                           | محدودة، F, Y                |                          | 729.1            | |
| وَهَنٌ عَضَلِيٌّ وَبيل                                                          | قوية، M, A                  | II                       | 358              | HA-B8 HLA-DR3 HLA-DR1. الأجسام المضادة الذاتية: MuSK بروتين في مستقبلات أستيل كولين النيكوتين |
| تَقَلُّصٌ عَضَلِيٌّ مَوْجِيٌّ                                                         | محدودة، F, S                | II?                      | 333.90           | الأجسام المضادة الذاتية: قنوات البوتاسيوم المعتمدة على الجهد. المرادفات: متلازمة ايزاك |
| التنكس الدماغي المصاحب للورم                                           | محدودة، Y                   | IV? II?                  | 334.9            | الأجسام المضادة الذاتية: مستقبلات anti-glutamate أضداد-Yo(أضداد cdr-2 في الخلايا العصبية), أضداد-Hu, أضداد-Tr |
| التهاب العضلات                                                         | محدودة، F, A                |                          | 710.4            | الأجسام المضادة الذاتية: IFN-غاما، IL-1، TNF-ألفا. |
| الجهاز العصبي<Top>                                                     |                             |                          |                  | |
| الْتِهابُ الدِّماغِ والنُّخاعِ المُنْتَثِرُ الحادّ                                    | قوية، M, T, A               |                          | 323.61323.81     | المرادفات: ADEM، التهاب الدماغ والنخاع المحيط بالوريد، التهاب بيضاء الدماغ النزفي الحاد، AHL، AHLE، اعتلال الدماغ الحاد الالتهابي (ANE)، التهاب الدماغ الحاد النزفي (AHEM)، التهاب بيضاء الدماغ النزفي الحاد الالتهابي (ANHLE)، ومتلازمة ويستون هيرست، وأمراض هيرست                    |
| الاعتلال العصبي الحاد في المحور العصبي المحرك                          | محدودة، N                   |                          | 356.8            | |
| التهاب الدماغ في مستقبلات Anti-N-Methyl-D-Aspartate                    | متوسطة، N                   |                          |                  | المرادفات: التهاب الدماغ المضاد ل NMDA |
| بالو تصلب الأنسجة متحدة المركز                                         | متوسطة، Y                   |                          | 341.1            | المرادفات: مرض Balo، مرض Schilder |
| التهاب الدماغ بيكرستاف                                                 | محدودة، Y                   |                          | 323.62           | تشبه متلازمة غيلان باريه. الأجسام المضادة الذاتية: مكافحة GQ1b في ثلثي المرضى. |
| اعتلال الأعصاب المزيل للميلانين الالتهابي المزمن                       | متوسطة، C, Y                |                          | 357.81           | تشبه متلازمة غيلان باريه. الأجسام المضادة الذاتية: أضداد لمكافحة غانغليوزيد. المرادفات: اعتلال الأعصاب الناكس (CRP)، اعتلال الجذور والأعصاب مزيل الميلانين الالتهابي المزمن، التهاب الأعصاب المزيل للميلانين المزمن.                                                                   |
| متلازمة غيلان-باريه                                                    | قوية، M, A                  | IV                       | 357.0            | الأجسام المضادة الذاتية: Anti-ganglioside, anti-GQ1b. المرادفات: متلازمة ميلر فيشر، وشلل لاندري |
| التهاب الدماغ هاشيموتو                                                 | متوسطة، C, X, A             | IV                       |                  | الأجسام المضادة الذاتية: ألفا إينولاز. المرادفات: التهاب الدماغ المستجيب للستيرويد والمرتبط بالتهاب الغدة الدرقية ذاتي المناعة، SREAT، التهاب السحايا والدماغ الذاتي عديم الأوعية، NAIM، والاعتلال الدماغي المصاحب لمرض الغدة الدرقية ذاتي المناعة، EAATD                              |
| الأمراض المزيلة للميالين الالتهابية مجهولة السبب                       | محدودة، F, Y                |                          | 356.8            | وهو أحد بدائل التصلب المتعدد. |
| متلازمة لامبرت-إيتون                                                   | قوية، M, Y                  |                          | 358.1            | HLA-DR3-B8. الأجسام المضادة الذاتية: قنوات الكالسيوم المعتمدة على الجهد. قنوات الكالسيوم نوع Q، مستقبلات الأستيل كولين المسكارينية M1. |
| تَصَلُّبٌ مُتَعَدِّد                                                             | قوية، M, A                  | IV                       | 340              | الأجسام المضادة تجاه قنوات البوتاسيوم. تشارك أيضا HLA-DR2، PECAM-1، البروتين الأساسي لمكافحة المايلين. الأجسام المضادة الذاتية: أضداد Kir4.1 (غير متجانسة). المرادفات: التصلب المتعدد التدريجي الابتدائي، التصلب المتعدد المنتكس-المحول، التصلب المنتثر، التهاب الدماغ والنخاع المنتثر |
| اضطراب المناعة الذاتية العصبية والنفسية الطفولي المرتبط بالمكور العقدي | محدودة، F, S                | II?                      | 279.49           | أجسام مضادة ضد العدوى بالبكتريا العنقودية تكون بمثابة أضداد ذاتية. المرادفات: PANDAS |
| الاعتلال العصبي الالتهابي التدريجي                                     | محدودة، X, S                |                          | 356.4            | تشبه متلازمة غيلان باريه. الأجسام المضادة الذاتية: أجسام مضادة لمكافحة غانغليوزيد: مكافحة GM1، ومكافحة GD1a، ومكافحة GQ1b. |
| متلازمة القدم العصبية                                                  | محدودة، C, S                |                          | 333.94           | قد يحدث في متلازمة سجوجرن، والداء البطني، والتهاب المفاصل الروماتويدي أو عند وجود خلل في استقلاب الحديد. |
| متلازمة الشخص المتيبس                                                  | محدودة، S                   |                          | 333.91           | GLRA1 (مستقبلات الجلايسين). الأجسام المضادة الذاتية: كربوكسيل حمض الجلوتاميك (GAD). |
| سيدنهام الرقاص (مرض عصبي)                                              | محدودة، T, Y                |                          | 392              | |
| الْتِهابُ النُّخاعِ المُسْتَعْرِض                                                 | محدودة، M, A                |                          | 323.82341.2      | |
| العين<Top>                                                             |                             |                          |                  | |
| اعتلال الشبكية ذاتي المناعة                                            | محدودة، X, N                |                          |                  | |
| التهاب القزحية ذاتي المناعة                                            | متوسطة، F, A                |                          | 364              | الأجسام المضادة: HLAB-27. |
| متلازمة كوجان                                                          | محدودة، F, Y                |                          | 370.52           | |
| غريفز اعتلال باطن العين                                                | متوسطة، M, N                |                          | 242.9            | |
| التهاب القزحية المتوسط                                                 | محدودة، L, Y                |                          | 364.3            | المرادفات: التهاب الجزء الأملس، التهاب القزحية الطرفي |
| التهاب الملتحمة                                                        | محدودة، L, N                |                          | 372.39           | |
| قرحة مورين                                                             | محدودة، L, N                |                          | 370.07           | |
| الْتِهابُ النُّخاعِ والعَصَبِ البَصَرِيّ                                            | محدودة، M, Y                | II?                      | 341.0            | الأجسام المضادة الذاتية: NMO-IgG aquaporin 4. المرادفات: مرض ديفيتش |
| متلازمة Opsoclonus مصحوبة بالرمع العضلي                                | محدودة، X, S                | IV?                      | 379.59           | تجنيد الخلايا اللمفاوية لCSF. |
| الْتِهابُ العَصَبِ البَصَرِيّ                                                    | Limited, C, Y               |                          | 377.30           | |
| الْتِهابُ الصُّلْبَة                                                          | محدودة، C, Y                |                          | 379.0            | |
| متلازمة سوساك                                                          | محدودة، C, Y                |                          | 348.39           | المرادفات: الاعتلال الوعائي الدماغي القوقعي الشبكي |
| الرَّمَدُ التَّعاطُفِيّ                                                         | محدودة، I, Y                |                          | 360.11           | الأجسام المضادة الذاتية: مولدات الضد العينية بعد الصدمة. |
| متلازمة تولوسا-هانت                                                    | محدودة، I, X, Y             |                          | 378.55           | |
| الأذنين<Top>                                                           |                             |                          |                  | |
| أمراض الأذن الداخلية ذاتي المناعة                                      | محدودة، A                   |                          | 388.8            | المرادفات: AIED |
| مرض منيير                                                              | محدودة، Y                   | III?                     | 386.00           | الأجسام المضادة الذاتية: P0 بروتين ميلاني طرفي رئيسي. |
| نظام الأوعية الدموية<Top>                                              |                             |                          |                  | |
| التهاب الأوعية الدموية المرتبطة بالأجسام المضادة الحشوية مكافحة العدلة | قوية، M, A                  |                          | 447.6            | الأجسام المضادة الذاتية: السيتوبلازمية المضادة للعدلات (CANCA). المرادفات: ورام حُبيبي ويغنري، ورام حُبيبي مع التهاب الأوعية |
| مرض Behçet's                                                           | محدودة، I, X, A             |                          | 136.1            | التهاب الأوعية الدموية المرتبط بالمناعة. هناك رابط مع HLA-B51 (HLA-B27)؛ الأعراض الشائعة هي قرحة مع مظاهر أخرى مختلفة. مرادفات: داء Adamandiades-Behçet. نوع نادر: متلازمة Hughes-Stovin                                                                                               |
| متلازمة شيرغ ستروس                                                     | محدودة، I, X, Y             |                          | 446.4            | الأجسام المضادة الذاتية: P-ANCA كثيرة اليوزينيات. |
| التهاب الشريان ذو الخلايا العملاقة                                     | محدودة، I, R, A             | IV                       | 446.5            | المرادفات: التهاب شرايين القحف، التهاب الشريان الصدغي |
| [هينوخ شونلاين                                                         | محدودة، L, Y                |                          | 287.0            | الأجسام المضادة الذاتية: (IgA) و (C3). المرادفات: فرفرية تأقية، فرفرية روماتيزمية |
| مرض كاواساكي                                                           | محدودة، S,E                 |                          | 446.1            | HLA-B51 ITPKC. المرادفات: متلازمة كاواساكي، متلازمة العقدة الليمفاوية، متلازمة العقدة اللمفية المخاطية الجلدية |
| التهاب الأوعية الدموية Leukocytoclastic                                | محدودة، L, Y                |                          | 447.6            | |
| الذئبة التهاب الأوعية الدموية                                          | متوسطة، C, N                |                          | 583.81           | مرض مصاحب للذئبة الحمامية. |
| التهاب الأوعية الدموية الروماتيزمي                                     | متوسطة، C, N                |                          | 447.6            | أحد أعراض الذئبة. |
| التهاب الأوعية المجهري                                                 | محدودة، Y                   |                          | 446.0            | يرتبط مع العدلات مما يسبب لهم تفكك الحويصلات والأضرار بالبطانة. الأجسام المضادة الذاتية: P-ANCA myeloperoxidase. المرادفات: التهاب الشرايين المجهري، التهاب الشرايين المجهري العقدي، MPA.                                                                                              |
| التهاب الشرايين العقدي                                                 | محدودة، L, Y                |                          | 446.0            | المرادفات: التهاب الشرايين الشامل العقيدي، التهاب حوائط الشرايين العقدي، مرض كوسماول، مرض كوسماول-ماير |
| ألم العضلات الروماتزمي                                                 | محدودة، L, Y                |                          | 725              | |
| التهاب الأوعية الدموية الشروية                                         | محدودة، X, Y                | II?                      | 708.9            | سريريا قد تتشابه الأعراض مع النوع الأول من الحساسية المفرطة. الأجسام المضادة الذاتية: أضداد C1q. |
| التهاب الأوعية الدموية                                                 | قوية، I, M, F, A            | III                      | 447.6            | الأجسام المضادة الذاتية: في بعض الأحيان ANCA. |

### الأمراض المصاحبة
تضم هذه القائمة الحالات التي لا تعد من أمراض المناعة الذاتية بل من الأعراض المصاحبة لها. بعضها مثل متلازمة التعب المزمن لايزال مختلفاً فيها. تم إدراج هذه القائمة لأن معظم هذه الحالات يتم ذكرها عادةً كأمراض مناعة ذاتية لكن لا يمكن إضافتها للجدول أعلاه دون توفر أدلة إضافية.
| اسم المرض حسب العضو/النسيج المصاب | درجة القبول كمرض مناعة ذاتي | فرط التحسس (I,II,III,IV) | ICD-9 Codes | ملاحظات/أجسام مضادة ذاتية/مرادفات |
| --------------------------------- | --------------------------- | ------------------------ | ----------- | --- |
| متلازمة التعب المزمن              | مرض مصاحب، N                |                          |             | يعد من أعراض أمراض المناعة الذاتية أو نشاط المناعة الذاتية، ولكن ليس مرض أو سبب المرض.                                                                                            |
| متلازمة الألم الإقليمية المعقدة   | مرض مصاحب، N                |                          |             | أعراض أمراض المناعة الذاتية أو نشاط المناعة الذاتية، ولكن ليس مرض أو سبب المرض. المرادفات: متلازمة الألم العضلي الهيكلي المتضخم، ضمور أوعية رد الفعل العصبية، ضمور رد الفعل الودي |
| التهاب المريء اليوزيني            | مرض مصاحب، N                |                          | 530.13      | |
| إلتهاب المعدة                     | مرض مصاحب، Y                |                          |             | Pقد يكون من أمراض المناعة الذاتية، ولكن ليس مرض أو سبب المرض. الأجسام المضادة الذاتية: الأجسام المضادة المصلية أضداد الجدارية وأضداد IF.                                          |
| متلازمة POEM                      | مرض مصاحب، Y                |                          |             | قد يكون من أمراض المناعة الذاتية، ولكن ليس مرض أو سبب المرض. الأجسام المضادة الذاتية: 1β انترلوكين، انترلوكين 6 و TNFα. عامل نمو البطانة الوعائي (VEGF).                          |
| ظاهرة رينود                       | مرض مصاحب، S                |                          |             | يعد من أعراض أمراض المناعة الذاتية أو نشاط المناعة الذاتية، ولكن ليس مرض أو سبب المرض.                                                                                            |
| نقص المناعة الابتدائي             | مرض مصاحب، N                |                          | 279.8       | يتم توريث هذه الحالة ولكنها تترافق مع العديد من أمراض المناعة الذاتية. |
| تقيح الجلد الغنغريني              | مرض مصاحب، Y                |                          |             | يعد من أعراض أمراض المناعة الذاتية أو نشاط المناعة الذاتية، ولكن ليس مرض أو سبب المرض.                                                                                            |

### ليست من أمراض المناعة الذاتية
حتى هذا الوقت لا يوجد أي دليل يثبت أن المناعة الذاتية تسبب هذه الأمراض. تم إدراج هذه القائمة للأسباب التالية:
1. تم ذكر هذه الأمراض في نسخ سابقة للجدول.
2. العديد من هذه الأمراض شائعة الذكر في العديد من قوائم أمراض المناعة الذاتية، وقد تم ذكرها هنا حتى لا يفترض القارئ أنه لم يتم النظر فيها. لنقل أي من هذه الأمراض إلى قائمة أمراض المناعة الذاتية أعلاه يجب تزويد ويكيبيديا بمصدر موثوق يثبت ارتباطها بالمناعة الذاتية.

| اسم المرض حسب العضو/النسيج المصاب                 | درجة القبول كمرض مناعة ذاتي | فرط التحسس (I,II,III,IV) | ICD-9 Codes | ملاحظات/أجسام مضادة ذاتية/مرادفات |
| ------------------------------------------------- | --------------------------- | ------------------------ | ----------- | --- |
| فقد غاماغلوبولين الدم                             | ليس مرض مناعة ذاتي، Y       |                          | 279.00      | اضطراب في جهاز المناعة ولكن ليس أحد أمراض المناعة الذاتية. الأجسام المضادة الذاتية: IGHM. IGLL1: CD79A. CD79B. BLNK. LRRC8A. |
| الداء النشواني                                    | ليس مرض مناعة ذاتي، N       |                          | 277.30      | لا يوجد دليل ثابت على ارتباطه بالمناعة الذاتية. |
| التصلب الجانبي الضموري                            | ليس مرض مناعة ذاتي، Y       |                          | 335.20      | لا يوجد دليل ثابت على ارتباطه بالمناعة الذاتية. المرادفات : تصلب الأنسجة العضلية الجانبية (كما يسمى داء لو جيهريج؛ داء العصبون الحركي).                                                                                                 |
| التهاب الغشاء القاعدي مكافح الأنبوبي              | ليس مرض مناعة ذاتي، N       |                          |             | لا يوجد دليل ثابت على ارتباطه بالمناعة الذاتية. |
| حساسية الجلد التأتبي                              | ليس مرض مناعة ذاتي، Y       | I                        | 691.8       | فرط التحسس. |
| التهاب الجلد التأتبي                              | ليس مرض مناعة ذاتي، Y       | I                        | 691.8       | فرط التحسس. |
| اعتلال الأعصاب المحيطية ذاتي المناعة              | ليس مرض مناعة ذاتي، F, A    |                          |             | تمثل مجموعة من الأمراض بعضها قد يكون ذاتي المناعة. انظر جدول أمراض المناعة الذاتية المحددة السابق. |
| متلازمة بلاو                                      | ليس مرض مناعة ذاتي، Y       |                          |             | يتداخل مع كل من داء الساركويد والورم الحبيبي الحلقي. لا يوجد دليل على ارتباط مع المناعة الذاتية. |
| السرطان                                           | ليس مرض مناعة ذاتي، Y       |                          |             | لا يوجد دليل ثابت على ارتباطه بالمناعة الذاتية. |
| مرض كاسلمان                                       | ليس مرض مناعة ذاتي، Y       |                          |             | اضطراب في جهاز المناعة ولكن ليس أحد أمراض المناعة الذاتية. الأجسام المضادة الذاتية: التعبير الزائد عن IL-6. |
| داء شاغاس                                         | ليس مرض مناعة ذاتي، S       |                          |             | لا يوجد دليل ثابت على ارتباطه بالمناعة الذاتية. |
| مرض الانسداد الرئوي المزمن                        | ليس مرض مناعة ذاتي، S       |                          |             | لا يوجد دليل ثابت على ارتباطه بالمناعة الذاتية. |
| التهاب نقي العظام المزمن متعددة البؤر الراجع      | ليس مرض مناعة ذاتي، Y       |                          |             | LPIN2، D18S60. المرادفات: متلازمة مجيد |
| نقص في العنصر المكمل 2                            | ليس مرض مناعة ذاتي، Y       |                          |             | قد يكون من أمراض المناعة الذاتية، ولكن ليس مرضاً. |
| عرقلة القلب الخلقية                               | ليس مرض مناعة ذاتي، N       |                          |             | ربما يكون مرتبطا بالنشاط المناعي الذاتي في الأم. |
| التهاب الجلد التماسي                              | ليس مرض مناعة ذاتي، Y       | IV                       |             | فرط التحسس. |
| متلازمة كوشينغ                                    | ليس مرض مناعة ذاتي، Y       |                          |             | لا يوجد دليل ثابت على ارتباطه بالمناعة الذاتية. |
| التهاب الأوعية الدموية الصغيرة الجلدي             | ليس مرض مناعة ذاتي، Y       |                          |             | لا يوجد دليل ثابت على ارتباطه بالمناعة الذاتية. الأجسام المضادة الذاتية: العدلات. |
| مرض ديغو                                          | ليس مرض مناعة ذاتي، Y       |                          |             | لا يوجد دليل ثابت على ارتباطه بالمناعة الذاتية. |
| الأكزيما                                          | ليس مرض مناعة ذاتي، Y       |                          |             | لا يوجد دليل ثابت على ارتباطه بالمناعة الذاتية. الأجسام المضادة الذاتية: LEKTI، SPINK5، filaggrin، عامل التغذية العصبية (BDNF) المستمدة من الدماغ والمادة P.                                                                            |
| التهاب المعدة والأمعاء اليوزيني                   | ليس مرض مناعة ذاتي، Y       |                          |             | قد يعد فرط تحسس. الأجسام المضادة الذاتية: IgE، IL-3، IL-5، GM-CSF، eotaxin. |
| الالتهاب الرئوي اليوزيني                          | ليس مرض مناعة ذاتي، F, Y    |                          |             | يمثل مجموعة من الأمراض بعضها قد يكون ذاتي المناعة. على وجه التحديد، متلازمة شيرغ ستروس ونوع فرعي من الالتهاب الرئوي اليوزيني يعد ذاتي المناعة.                                                                                          |
| كثرة ارومات الحمر الجنينية                        | ليس مرض مناعة ذاتي، Y       | II                       |             | يهاجم جهاز مناعة الأم الجنين. يعد اضطراب في جهاز المناعة ولكن ليس مرض مناعة ذاتية. الأجسام المضادة الذاتية: ABO, Rh, أضداد Kell. |
| خلل التنسج الليفي التعظمي المترقي                 | ليس مرض مناعة ذاتي، Y       |                          |             | ربما اضطراب في جهاز المناعة ولكن ليس ذاتي المناعة. الأجسام المضادة الذاتية: ACVR1 الخلايا اللمفاوية تزيد التعبير عن BMP4. |
| الفقعان الهضمي                                    | ليس مرض مناعة ذاتي، A       |                          |             | لا يوجد دليل ثابت على ارتباطه بالمناعة الذاتية. |
| نقص غاماغلوبولين الدم                             | ليس مرض مناعة ذاتي، Y       |                          |             | اضطراب في جهاز المناعة ولكن ليس ذاتي المناعة. الأجسام المضادة الذاتية: IGHM، IGLL1، CD79A، BLNK، LRRC8A، CD79B. |
| التهاب العضلة القلبية عملاق الخلايا المجهول السبب | ليس مرض مناعة ذاتي، N       |                          |             | لم يتم العثور على سبب مؤكد يجعله مرض ذاتي المناعة ولكنه وجد كمرض مصاحب لأمراض مناعة ذاتية أخرى. المرادفات : التهاب الخلايا العملاقة في العضلة القلبية.                                                                                  |
| تليف رئوي مجهول السبب                             | ليس مرض مناعة ذاتي، Y       |                          |             | الأجسام المضادة الذاتية: SFTPA1، SFTPA2، TERT، وTERC.. المرادفات: التهاب الأسناخ الرئوية المليف |
| اعتلال الكلية IgA                                 | ليس مرض مناعة ذاتي، Y       | III?                     |             | الأجسام المضادة الذاتية: الجلوبيولين المناعي (IgA) المنتج من النخاع بدلا من MALT. المرادفات: التهاب الكلية بالجلوبيولين المناعي (IgA) وIgAN ومرض بيرغر والتهاب كُبيبات الكُلى. اضطراب في جهاز المناعة ولكن ليس أحد أمراض المناعة الذاتية. |
| [البروتينات الدهنية المنظمة مناعياً                | ليس مرض مناعة ذاتي، N       |                          |             | ليست مرضاً. |
| متلازمة IPEX                                      | ليس مرض مناعة ذاتي، N       |                          |             | هو تحور جيني في FOXP3 يؤدي إلى أمراض المناعة الذاتية، ولكن لا يوجد دليل يثبت انه هو نفسه اضطراب ذاتي المناعة.. المرادفات: متلازمة المناعة الذاتية متعددة الغدد ومتلازمة الإسهال ونقص المناعة (XLAAD)                                    |
| التهاب الملتحمة                                   | ليس مرض مناعة ذاتي، N       |                          |             | لا يوجد دليل ثابت على ارتباطه بالمناعة الذاتية. |
| متلازمة مجيد                                      | ليس مرض مناعة ذاتي، Y       |                          |             | لا يوجد دليل ثابت على ارتباطه بالمناعة الذاتية.الأجسام المضادة الذاتية: LPIN2. |
| التهاب الدماغ راسموسن                             | ليس مرض مناعة ذاتي، Y       |                          |             | لا يوجد دليل ثابت على ارتباطه بالمناعة الذاتية. الأجسام المضادة الذاتية: أضداد NR2A. |
| إنفصام الشخصية                                    | ليس مرض مناعة ذاتي، S       |                          |             | لا يوجد دليل ثابت على ارتباطه بالمناعة الذاتية. |
| داء المصل                                         | ليس مرض مناعة ذاتي، Y       | III                      |             | يعد فرط تحسس. |
| اعتلال الفقار                                     | ليس مرض مناعة ذاتي، Y       |                          |             | لا يوجد دليل ثابت على ارتباطه بالمناعة الذاتية.الأجسام المضادة الذاتية: HLA-B27. |
| متلازمة سويت                                      | ليس مرض مناعة ذاتي، Y       |                          |             | لا يوجد دليل ثابت على ارتباطه بالمناعة الذاتية.الأجسام المضادة الذاتية: GCSF. |
| التهاب الشرايين تاكاياسو                          | ليس مرض مناعة ذاتي، Y       |                          |             | لا يوجد دليل ثابت على ارتباطه بالمناعة الذاتية. |
| اعتلال الفقار غير المتمايز                        | ليس مرض مناعة ذاتي، Y       |                          |             | انظر التهاب المفاصل المرتبط بالتهاب الارتكاز. |

## تطور العلاج
سبب الحالة المرضية في كل من أمراض المناعة الذاتية والأمراض الالتهابية هو التفاعلات الزائغة لجهاز المناعة الفطري أو المكتسب لدى المريض؛ في أمراض المناعة الذاتية يتم تفعيل جهاز المناعة ضد البروتينات الذاتية لجسم المريض، أما في حالة الالتهابات المزمنة تقوم السيتوكينات (cytokines) والكيموكينات (chemokines) بتنشيط إفراز العدلات (neutrophils) والكريات البيض (leukocytes) بشكل دائم مما يؤدي لتلف الأنسجة.
هناك وسائل علاجية واعدة للتخفيف من آثارالالتهابات من خلال تحفيز الجينات المضادة للالتهابات وتثبيط الجينات المحفزة لها.

## اقرأ أيضا
- بروتين سنترومير ب
- التهاب العضل التصلبي